# 1915 na televisão

## Nascimentos
| Data           | Nome           | Profissão         | Nacionalidade  | Observações | Ref   |
| -------------- | -------------- | ----------------- | -------------- | ----------- | ----- |
| 21 de abril    | Anthony Quinn  | ator              | Estados Unidos | m. 2001     | [ 1 ] |
| 15 de maio     | William Witney | cineasta          | Estados Unidos | m. 2002     | [ 2 ] |
| 18 de julho    | Carequinha     | palhaço           | Brasil         | m. 2006     | [ 3 ] |
| 18 de outubro  | Grande Otelo   | ator e compositor | Brasil         | m. 1993     | [ 4 ] |
| 12 de dezembro | Frank Sinatra  | ator e cantor     | Estados Unidos | m. 1998     | [ 5 ] |

## Mortes
| Data | Nome | Profissão | Nacionalidade | Observações | Ref |
| ---- | ---- | --------- | ------------- | ----------- | --- |